# Kristina Persson
Inger (Kristina) Persson (ur. 16 kwietnia 1945 w Östersund) – szwedzka ekonomistka i polityk, działaczka Szwedzkiej Socjaldemokratycznej Partii Robotniczej, parlamentarzystka, od 2014 do 2016 minister ds. strategii, przyszłości i współpracy nordyckiej.

## Życiorys
Ukończyła w 1968 studia ekonomiczne, później kształciła się także w ramach kursu prowadzonego przez Ministerstwo Spraw Zagranicznych. Pracowała jako urzędniczka w resorcie finansów, a także w różnych organizacjach związkowych na poziomie krajowym i międzynarodowym. W 1992 została wybrana z ramienia socjaldemokratów na posłankę do Riksdagu. Po akcesie Szwecji do Unii Europejskiej od stycznia do października 1995 wykonywała mandat deputowanej do Parlamentu Europejskiego IV kadencji.
W latach 1995–2001 pełniła obowiązki gubernatora okręgu Jämtland, następnie do 2007 była wiceprezesem Szwedzkiego Banku Narodowego. W 2007 założyła i stanęła na czele niezależnego think tanku.
Po wyborach w 2014 w utworzonym w październiku tegoż roku przez socjaldemokratów i zielonych mniejszościowym rządzie Stefana Löfvena objęła urząd ministra ds. strategii, przyszłości i współpracy nordyckiej. Została odwołana w maju 2016.